# Brathay

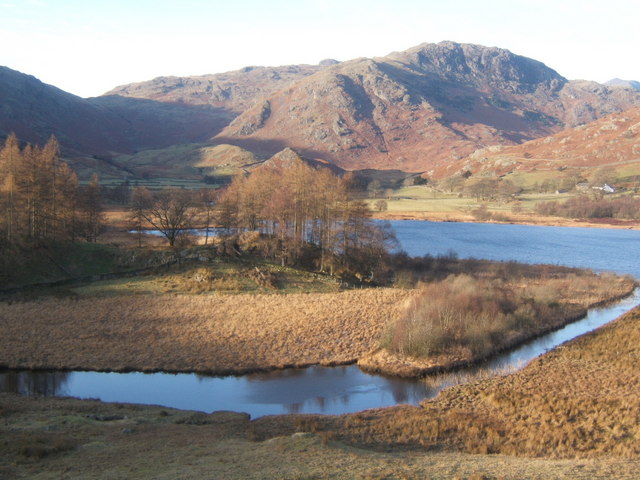
Il fiume che esce da Little Langdale Tarn

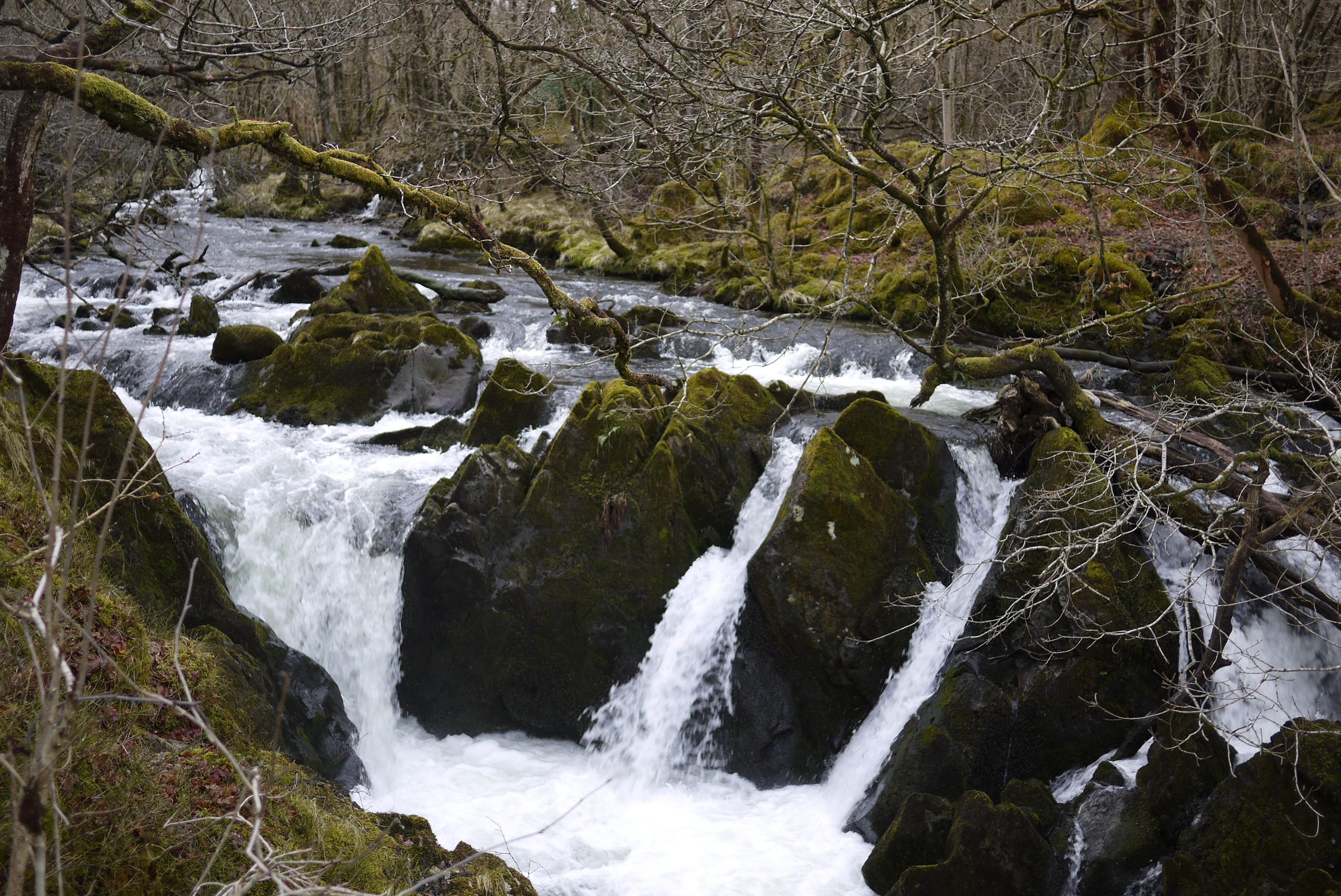
Colwith Force

Il Brathay è un fiume dell'Inghilterra nordoccidentale. Il suo nome deriva dal norreno e significa ampio fiume. Sorge a 393 metri sul livello del mare vicino alla Three Shire Stone nel punto più alto del Wrynose Pass  nel Distretto dei Laghi. Il suo bacino comprende i fianchi settentrionali di Wetherlam, Great Carrs e altri dei Furness Fells, nonché una vasta area dei Langdale Fells.
Il piccolo ruscello in cima a Wrynose prende rapidamente ritmo mentre scende a circa 283 metri in una distanza di circa 3,2 km, che corre approssimativamente parallela e a sud della strada del Wrynose Pass. Prima di confluire nel Little Langdale Tarn, assorbe il flusso del Bleamoss Beck, che defluisce dal Blea Tarn. Anche Little Langdale Tarn viene rifornito dal Greenburn Beck. Il Brathay drena Little Langdale Tarn sul suo lato orientale. Continua in direzione est, sopra Colwith Force dove scende di 12 metri, prima di girare a nord e fluire nel laghetto di Elter Water ad un'altitudine di 57 metri sul livello del mare. L'Elter Water è anche rifornito dal Great Langdale Beck.
Il Brathay drena l'acqua dell'Elter e scorre per circa 800 metri in direzione sud-est fino a Skelwith Force dove scende di 4,6 metri. Passa sotto la strada A593 a Skelwith Bridge, e prosegue in direzione est, alla frazione di Clappersgate. Dopo altri 400 metri si immette nel fiume Rothay vicino a Croft Lodge a sud-ovest di Ambleside prima di sfociare nell'estremità settentrionale del lago Windermere.
I tratti del Brathay intorno a Clappersgate e Skelwith Force sono popolari tra i canoisti.
Per tutta la sua lunghezza il fiume Brathay fa parte del confine tra le contee storiche del Lancashire e del Westmorland. Dalla riorganizzazione del governo locale, nel 1974, il Brathay è stato integrato all'interno della contea amministrativa della Cumbria.
Il fiume dà anche il nome a Brathay Hall e al gruppo di esplorazione Brathay, entrambi basati a sud della sua confluenza con il fiume Rothay al confine del lago Windermere.